# 흥해라흥 픽처스
흥해라흥 픽처스는 김만중이  주도하는 애니메이션이다. 미국의 단기 개그 코너였던 1루수가 누구야를 번안한 작품을 내놓으면서 대한민국에서 이름을 알렸다. 작품에서 등장인물이 주로 동남 방언을 사용하는 것이 특징이나 예외로 일부 등장인물은 표준어를 사용한다. 방구도시를 완결한 후 김만중은 유튜브에서는 찾을 수 없게 되었다. 하지만 EBS에서 만든 EBSTOON에서 방구도시를 작년 11월부터 연재했다. 2월까지 연재를 마쳤다.

## 작품 일람
- 1루수가 누구야 (원작: 애벗과 코스텔로)
- 급똥 오브 레전드
- 방구도시
- 구운몽
- 시사만평
- 7×13=28
- 호털쇼
- 아빠와 아들